# 金融工学
金融工学（きんゆうこうがく、英語：financial engineering、computational finance）は、資産運用や取引、リスクヘッジ、リスクマネジメント、投資に関する意思決定などに関わる工学的研究全般を指す、財務テクノロジーの一種である。ネットバンキング、オンライントレード、暗号通貨などの意思決定ではない工学の応用はフィンテックと呼ばれる。

## 概要
金融経済学（financial economics）や数理ファイナンスを理論的背景として持ち、金融機関が事業活動を通じて取り扱う様々なリスクを計測し、適切に管理することを目的として発展した。
金融工学は新しい学問領域であるといわれるが、19世紀にランダムウォークによるオプション価格理論を研究したフランスの数学者、ルイ・バシュリエの研究が起源にあるとされる。金融工学は1950年代以降、金融経済学・会計学・計算機科学・確率論・統計学など様々な学問領域と接点を持ちながら飛躍的な発展を遂げた。金融工学の中でも画期的な研究としては、1950年代にハリー・マーコウィッツが示した現代ポートフォリオ理論や、1970年代にフィッシャー・ブラックやマイロン・ショールズが考案したブラック-ショールズ方程式を始めとするデリバティブのプライシング理論や、Harrison、Kreps、Pliskaらによる確率同値における無裁定性と均衡などが有名である。
金融工学におけるプライシング理論は、一物一価の考え方に基づくところである。経済学での議論における需要と供給の関係においてアロー・ドブリュー証券の仮定を置くことにより、同時点での将来価値が同値な財は同じ現在価値を持つ、という前提を組み立てる。たとえば、株のコールオプションと債券と株式を保有している投資家は、ポートフォリオの組み合わせによって、瞬間的に超過収益を得ることができない。この関係から、3者の価格においては均衡式を得ることができる可能性があるのである。金融工学の理論は、金融実務と密接に結びついており、金融工学理論から得られた算式はプライシング・リスク管理・会計の実務でも広く用いられており、金融工学の発展の背後には、金融実務への適用がある。

## 産業での利用
金融工学が用いられる主な分野、応用先として、
- 投資銀行における企業価値の測定
- デリバティブ（先物、先渡、現引き、オプション）取引
- 機関投資家の最適投資戦略
- 不動産担保証券などのプライシング
- リアルオプション（Real options analysis）によるプロジェクト価値の測定
- 金融機関のリスクマネジメント

が挙げられる。